# Groupe A des éliminatoires de la Coupe d'Afrique des nations de football 2023
Navigation
Tour préliminaire Groupe B
Le groupe A des éliminatoires de la Coupe d'Afrique des nations de football 2023 est une compétition qualificative pour la phase finale de la Coupe d'Afrique des nations de football 2023, qui se déroule en janvier et février 2024 en Côte d'Ivoire.

## Tirage au sort
Le tirage au sort a eu lieu le 19 avril 2022 au Caire. Les têtes de série sont désignées via un classement CAF (construit d'après les résultats lors des dernières CAN).
Le tirage au sort désigne les équipes suivantes dans le groupe A. Les quarante-huit équipes sont réparties en douze dans quatre chapeaux :
- Chapeau 1 :  Nigeria (3e du classement CAF)
- Chapeau 2 :  Sierra Leone (24e du classement CAF)
- Chapeau 3 :  Guinée-Bissau (27e du classement CAF)
- Chapeau 4 :  Sao Tomé-et-Principe (50e du classement CAF)

## Classement
- Qualification pour la CAN 2023

| Rang | Équipe               | Pts | J | G | N | P | Bp | Bc | Diff |  | Résultats (▼ dom., ► ext.) |      |     |     |     |
| ---- | -------------------- | --- | - | - | - | - | -- | -- | ---- |  | -------------------------- | ---- | --- | --- | --- |
| 1    | Nigeria              | 15  | 6 | 5 | 0 | 1 | 22 | 4  | +18  |  | Nigeria                    |      | 0-1 | 2-1 | 6-0 |
| 2    | Guinée-Bissau        | 12  | 6 | 4 | 1 | 1 | 11 | 5  | +6   |  | Guinée-Bissau              | 0-1  |     | 2-1 | 5-1 |
| 3    | Sierra Leone         | 5   | 6 | 1 | 2 | 3 | 10 | 11 | -1   |  | Sierra Leone               | 2-3  | 2-2 |     | 2-2 |
| 4    | Sao Tomé-et-Principe | 1   | 6 | 0 | 2 | 4 | 3  | 26 | -23  |  | Sao Tomé-et-Principe       | 0-10 | 0-1 | 0-2 |     |

## Résultats
| 1re journée             | Nigeria                                       | 2 - 1   | Sierra Leone                        | Abuja Stadium, Abuja               |                                    |
| 9 juin 2022 17:00 UTC+1 | Iwobi 16e · Osimhen 41e                       | (2 - 1) | 11e Morsay                          | Arbitrage : Ibrahim Kalilou Traore | Arbitrage : Ibrahim Kalilou Traore |
| 9 juin 2022 17:00 UTC+1 | Etebo 49e · Aina 73e · Bassey 82e · Uzoho 86e | Rapport | 32e Kamara · 65e Sesay · 67e Koroma | Arbitrage : Ibrahim Kalilou Traore | Arbitrage : Ibrahim Kalilou Traore |

| 9 juin 2023 | Guinée-Bissau                                           | 5 - 1   | Sao Tomé-et-Principe    | Stade Adrar, Agadir        |                            |
| 17:00 UTC+1 | Semedo 40e · Gano 50e 58e · Banjaqui 80e · Jorginho 87e | (1 - 1) | 21e Viegas              | Arbitrage : Adalbert Diouf | Arbitrage : Adalbert Diouf |
| 17:00 UTC+1 | Encada 90+2e                                            | Rapport | 82e Soares · 90e Santos | Arbitrage : Adalbert Diouf | Arbitrage : Adalbert Diouf |

| 2e journée               | Sao Tomé-et-Principe | 0 - 10  | Nigeria                                                                                            | Stade Adrar, Agadir     |                         |
| 13 juin 2022 14:00 UTC+1 |                      | (0 - 3) | 9e 48e 65e 84e Osimhen · 28e Simon · 43e 60e Moffi · 55e Etebo · 63e Lookman · 90+2e (pen.) Dennis | Arbitrage : Osiase Koto | Arbitrage : Osiase Koto |
| 13 juin 2022 14:00 UTC+1 |                      | Rapport | 58e Aina                                                                                           | Arbitrage : Osiase Koto | Arbitrage : Osiase Koto |

| 13 juin 2022 | Sierra Leone            | 2 - 2   | Guinée-Bissau    | Stade Général Lansana Conté, Conakry |                                   |
| 16:00 UTC±0  | Kargbo 78e · Kamara 87e | (0 - 0) | 49e 52e Jorginho | Arbitrage : Abdulwahid Huraywidah    | Arbitrage : Abdulwahid Huraywidah |
| 16:00 UTC±0  | Rapport                 |         |                  | Arbitrage : Abdulwahid Huraywidah    | Arbitrage : Abdulwahid Huraywidah |

| 3e journée               | Sierra Leone                            | 2 - 2   | Sao Tomé-et-Principe | Stade Adrar, Agadir         |                             |
| 22 mars 2023 16:00 UTC±0 | Bundu 48e · Komeh 78e                   | (0 - 1) | 43e 52e Leal         | Arbitrage : Mawabwe Bodjona | Arbitrage : Mawabwe Bodjona |
| 22 mars 2023 16:00 UTC±0 | Samura 4e · Kamara 45+4e · Williams 75e | Rapport |                      | Arbitrage : Mawabwe Bodjona | Arbitrage : Mawabwe Bodjona |

| 24 mars 2023 | Nigeria | 0 - 1   | Guinée-Bissau          | Abuja Stadium, Abuja         |                              |
| 17:00 UTC+1  |         | (0 - 1) | 29e Baldé              | Arbitrage : Mahmoud El Banna | Arbitrage : Mahmoud El Banna |
| 17:00 UTC+1  |         | Rapport | 45e Encada · 52e Baldé | Arbitrage : Mahmoud El Banna | Arbitrage : Mahmoud El Banna |

| 4e journée               | Sao Tomé-et-Principe        | 0 - 2   | Sierra Leone              | Stade Adrar, Agadir                           |                                               |
| 26 mars 2023 16:00 UTC±0 |                             | (0 - 2) | 7e Samura · 28e Korom     | Arbitrage : Jean Philippe Vlei Patrick Tanguy | Arbitrage : Jean Philippe Vlei Patrick Tanguy |
| 26 mars 2023 16:00 UTC±0 | Assunção 35e · Santos 45+2e | Rapport | 21e Koroma · 72e Williams | Arbitrage : Jean Philippe Vlei Patrick Tanguy | Arbitrage : Jean Philippe Vlei Patrick Tanguy |

| 27 mars 2023 | Guinée-Bissau | 0 - 1   | Nigeria                              | Stade du 24-Septembre, Bissau |                           |
| 16:00 UTC±0  |               | (0 - 1) | 30e (pen.) Simon                     | Arbitrage : Samir Guezzaz     | Arbitrage : Samir Guezzaz |
| 16:00 UTC±0  | Cassamá 90e   | Rapport | 22e Ndidi · 36e Omeruo · 90+2e Uzoho | Arbitrage : Samir Guezzaz     | Arbitrage : Samir Guezzaz |

| 5e journée               | Sao Tomé-et-Principe | 0 - 1   | Guinée-Bissau | Stade du 24-Septembre, Bissau |                           |
| 14 juin 2023 16:00 UTC±0 |                      | (0 - 0) | 55e Gano      | Arbitrage : Jean Ouattara     | Arbitrage : Jean Ouattara |
| 14 juin 2023 16:00 UTC±0 | Tinho 51e            | Rapport |               | Arbitrage : Jean Ouattara     | Arbitrage : Jean Ouattara |

| 18 juin 2023 | Sierra Leone           | 2 - 3   | Nigeria                           | Samuel Kanyon Doe Sports Complex, Monrovia |                            |
| 16:00 UTC±0  | Bundu 41e · Kargbo 84e | (1 - 2) | 19e 32e Osimhen · 90+5e Iheanacho | Arbitrage : Mahmood Ismail                 | Arbitrage : Mahmood Ismail |
| 16:00 UTC±0  | Dumbuya 72e            | Rapport | 46e Omeruo                        | Arbitrage : Mahmood Ismail                 | Arbitrage : Mahmood Ismail |

| 6e journée                    | Nigeria                                                                | 6 - 0   | Sao Tomé-et-Principe | Godswill Akpabio International Stadium, Uyo |                              |
| 10 septembre 2023 17:00 UTC+1 | Osimhen 13e 69e (pen.) 79e · Lookman 27e · Awoniyi 51e · Chukwueze 84e | (2 - 0) |                      | Arbitrage : Lahlou Benbraham                | Arbitrage : Lahlou Benbraham |
| 10 septembre 2023 17:00 UTC+1 | Rapport                                                                |         |                      | Arbitrage : Lahlou Benbraham                | Arbitrage : Lahlou Benbraham |

| 11 septembre 2023 | Guinée-Bissau       | 2 - 1   | Sierra Leone | Stade du 24-Septembre, Bissau |                           |
| 16:00 UTC±0       | Gomes 35e · Djú 48e | (1 - 1) | 6e Bakayoko  | Arbitrage : Boubou Traoré     | Arbitrage : Boubou Traoré |
| 16:00 UTC±0       | Rapport             |         |              | Arbitrage : Boubou Traoré     | Arbitrage : Boubou Traoré |

## Statistiques

### Meilleurs buteurs
10 buts        
- Victor Osimhen

3 buts    
- Jorginho
- Zinho Gano

2 buts   
- Ademola Lookman
- Terem Moffi
- Moses Simon
- Luís Leal
- Mustapha Bundu
- Augustus Kargbo

1 but  
| - Mama Baldé - Zidane Banjaqui - Franculino Djú - Nito Gomes - Alfa Semedo - Taiwo Awoniyi - Samuel Chukwueze - Emmanuel Dennis - Oghenekaro Etebo - Alex Iwobi | - Kelechi Iheanacho - Eba Viegas - Amadou Bakayoko - Musa Noah Kamara - Abu Komeh - Alhassan Koroma - Jonathan Morsay - Abubakarr Samura |